# Дивриги
Дивриги је древни град у централном делу Турске. Према попису становништва спроведеном 2007. године, број становника је 17.176 људи.

## Географија
Налази се у области реке Чалтисуу, која је притока Еуфрата. Налази се на крају плодне долине, посуте баштама разних врста, укључујући и воћке. Јужно од града налази се мало брдо, на чијој територији се налазе рушевине цитаделе окружене зидом тврђаве, подигнуте у 13. веку. Железничка станица Сивас-Ерзурум налази се у Дивригију. Путем је повезан са Сивасом.

## Историја
Тврђава Тефрика, која је имала прилику да пружи озбиљан отпор непријатељу, наводно је основана 850. године. од стране религиозне личности павлићана Карвеја, на територији која није потчињена ни Византији ни арапском калифату. За време владавине Хрисохериса, град је добио статус престонице павлићана. Године 870. Тефрику је посетио Петар Сицилијаски, који је најпотпуније описао историју региона. Након што су тврђаву 878. заузеле јединице византијске војске, на њеној територији се налазила управа клисуре Леонтоком, приближно 940. године одређена је као административни центар тема.
Године 1019, након уласка у земље које су припадале сину последњег краља Васпуракана Сенекерима Артсрунија, постављен је за владара града као дела Византијског царства. Године 1068. Тефрику, који је био у рукама Турака Селџука, заузеле су византијске трупе под командом цара Романа  IV Диогенa.
Међутим, током битке код Манкикертеа 1071. године, Дивриги је поново дошао под Туркменску контролу и ушао у састав Мендидскоg царствa. У 12-13. веку, зграде у отоманском архитектонском стилу су међу првима подигнуте у Дивригију укључујући низ објеката 1229. године, који су 1985. године уврштени на Унескову листу светске баштине. У другој половини 13. века опљачкали су га Монголи, услед чега је пала моћ Данисхмендида у граду. Године 1516. град се придружио Османском царству.
Тренутно су сачуване само рушевине зидина тврђаве, подигнутих за време постојања Византије.